# RBC in het seizoen 1960/61
Het seizoen 1960/1961 was het zevende jaar in het bestaan van de Roosendaalse betaaldvoetbalclub RBC. De club kwam uit in de Eerste divisie A en eindigde op de 15e plaats. Tevens deed de club mee aan het toernooi om de KNVB beker, hierin werd in de kwartfinale verloren van NAC (0–4).

## Wedstrijdstatistieken

### Eerste divisie A
|       | AGOVV | BVV   | D.F.C. | EDO   | Enschedese Boys | Fortuna | Helmondia '55 | Hermes DVS | HVC   | KFC   | Leeuwarden | Limburgia | Stormvogels | Veendam | Vitesse | Volendam | De Volewijckers |
| ----- | ----- | ----- | ------ | ----- | --------------- | ------- | ------------- | ---------- | ----- | ----- | ---------- | --------- | ----------- | ------- | ------- | -------- | --------------- |
| Thuis | 4 – 1 | 3 – 6 | 4 – 2  | 1 – 1 | 3 – 3           | 3 – 1   | 6 – 2         | 1 – 2      | 0 – 1 | 2 – 3 | 2 – 2      | 2 – 2     | 2 – 3       | 1 – 0   | 1 – 3   | 2 – 2    | 1 – 3           |
| Uit   | 3 – 3 | 0 – 0 | 3 – 1  | 0 – 1 | 6 – 4           | 1 – 1   | 1 – 2         | 3 – 2      | 2 – 1 | 1 – 1 | 0 – 2      | 3 – 2     | 5 – 4       | 1 – 3   | 5 – 1   | 3 – 2    | 2 – 0           |

### KNVB beker
| Groepsfase                                     | RBC                                                                     | 5 – 3 (2 – 2) | Baronie                                                                   |
| 14 augustus 1960 Plaats: Roosendaal De Luiten  | Cor van Zandvliet –', –' René van de Boom Benny van Hees Chris de Vries |               | –' Ad van Ierssel Kees van Beers Henk van Ierssel                         |
| Groepsfase                                     | D.F.C.                                                                  | 2 – 3 (0 – 1) | RBC                                                                       |
| 18 september 1960 Plaats: Dordrecht Krommedijk | Jan van Sluijsdam 75' Hans de Vos 85'                                   |               | 9' Adri Roks 52' Kees Vermunt Chris de Vries                              |
| Groepsfase                                     | RBC                                                                     | 1 – 3 (1 – 2) | NAC                                                                       |
| 30 oktober 1960 Plaats: Roosendaal De Luiten   | Kees Vermunt                                                            |               | –', 50' Jacques Visschers 43' Louis Overbeeke                             |
| Groepsfase                                     | EBOH                                                                    | 1 – 3 (0 – 2) | RBC                                                                       |
| 12 februari 1961 Plaats: Dordrecht Zuidendijk  | Jos Haneveer –' (e.d.)                                                  |               | 12', 64' Kees Cools 54' Piet Bruijninckx                                  |
| 1e ronde                                       | RBC                                                                     | 2 – 1 (1 – 0) | Willem II                                                                 |
| 11 mei 1961 Plaats: Roosendaal De Luiten       | Cor van Zandvliet Chris de Vries                                        |               | Willy Senders                                                             |
| 2e ronde                                       | RBC                                                                     | 2 – 0 (1 – 0) | Sittardia                                                                 |
| 25 mei 1961 Plaats: Roosendaal De Luiten       | Benny van Hees Henk van de Ven 60'                                      |               |                                                                           |
| Kwartfinale                                    | RBC                                                                     | 0 – 4 (0 – 4) | NAC                                                                       |
| 1 juni 1961 Plaats: Roosendaal De Luiten       |                                                                         |               | 10' Frans van Deuren 11' Leo Canjels 30' Hein van Gastel 40' Frans Peters |

## Statistieken RBC 1960/1961

### Eindstand RBC in de Nederlandse Eerste divisie A 1960 / 1961
| Stand | Gespeeld | Gewonnen | Gelijk | Verloren | Punten | Doelpunten voor | Doelpunten tegen |
| ----- | -------- | -------- | ------ | -------- | ------ | --------------- | ---------------- |
| 15e   | 34       | 9        | 9      | 16       | 27     | 68              | 76               |

## Topscorers
| #      | Naam              | Goal |
| ------ | ----------------- | ---- |
| 1.     | Piet Bruijninckx  | 20   |
| 2.     | Adri Roks         | 12   |
| 3.     | Cor van Zandvliet | 9    |
| 4.     | Kees Cools        | 6    |
| 4.     | Chris de Vries    | 6    |
| 6.     | Kees Vermunt      | 5    |
| 7.     | René van den Boom | 4    |
| 7.     | Bert van Hees     | 4    |
| 9.     | Henk van de Ven   | 2    |
| Totaal | Totaal            | 68   |

| #      | Naam              | Goal |
| ------ | ----------------- | ---- |
| 1.     | Chris de Vries    | 3    |
| 1.     | Cor van Zandvliet | 3    |
| 3.     | Kees Cools        | 2    |
| 3.     | Benny van Hees    | 2    |
| 3.     | Kees Vermunt      | 2    |
| 6.     | René van de Boom  | 1    |
| 6.     | Piet Bruijninckx  | 1    |
| 6.     | Adri Roks         | 1    |
| 6.     | Henk van de Ven   | 1    |
| Totaal | Totaal            | 16   |